# Leidy Murilho
 (janvier 2025).
Leidy Murilho est une chanteuse et compositrice brésilienne de musique pop et de black music. Elle s'est démarquée par ses chansons joyeuses et dansantes, mêlant divers rythmes allant du blues au latino et à l'électro, avec une grande richesse sonore.

## Biographie

### Jeunesse
Leidy Murilho est née en 1986 à Linhares, dans l'État d'Espírito Santo, au Brésil. Fille de pasteurs, elle a développé un talent précoce pour la musique en participant à des événements de son église dès son plus jeune âge. En 2018, elle a remporté le Festival Eagle à Goiânia, un concours de musique gospel, ce qui a marqué le début de sa carrière professionnelle avec un contrat chez Sony Music.

### Débuts
Leidy a commencé à chanter dans les cultes de son église dès son enfance. Après avoir terminé ses études secondaires, elle a décidé de se consacrer pleinement à la musique. Elle a participé à plusieurs festivals de musique et au téléréalité Ídolos en 2012, ce qui lui a ouvert des portes dans l'industrie musicale.

## Carrière

### 2018-présent
En 2018, Leidy a lancé son premier single, "Eu Sou Deus", qui a attiré l'attention dans le domaine de la musique gospel. Elle s'est produite lors de grands événements tels que la Virada Cultural de São Paulo et au Hard Rock Café à Curitiba.
En 2022, elle a sorti deux albums : Por Completo et un EP acoustique, marquant un tournant dans sa carrière et montrant sa polyvalence musicale.
En 2023, elle a signé avec Todah Music et a lancé le single Pense Bem, marquant sa transition vers un style pop gospel.

### 2025–présent: Universal Music Christian Group
En janvier 2025, après sa participation remarquée à l’émission de télé-réalité musicale Estrela da Casa, Leidy Murilho signe un contrat avec le label Universal Music. La signature a eu lieu au siège du label à Rio de Janeiro, en présence de Renata Cenizio, directrice artistique du label. Leidy a déclaré que ce partenariat marque une nouvelle étape dans sa carrière, lui permettant d’élargir encore davantage l’impact de sa musique gospel.

### Collaborations
Leidy a collaboré avec plusieurs artistes, dont :
- DJ Kennto dans Andar Contigo[8].
- Dona Kelly dans Além da Gravidade.
- Rodriguinho dans Desistir Jamais[9].

## Thèmes et influences
Leidy traite de sujets sociaux tels que l'empowerment féminin et le racisme à travers ses chansons. Des titres comme Menina et Força pra encarar visent à inspirer les femmes et à aborder des questions sociales.

## Discographie

### Albums
- Por Completo (2022)
- EP Acústico (2022)

### Singles
- Eu Sou Deus (2019)
- Filho (2019)
- Andar Contigo (2019)
- Além da Gravidade (2021)
- Pense Bem (2023)